# Lilla Åstjärnen
Lilla Åstjärnen är en sjö i Örnsköldsviks kommun i Ångermanland som ingår i Idbyåns huvudavrinningsområde.